# Meauma Petaia
Meauma Petaia (Nukufetau, 15 augustus 1990) is een Tuvaluaans voetballer die uitkomt voor Tamanuku.
Meauma speelde tot nu toe ook twee wedstrijden voor het Tuvaluaans voetbalelftal, waarvan één bij de Pacific Games 2011. Voor het Tuvaluaans zaalvoetbalteam speelde hij al 4 wedstrijden, waar hij tegen Kiribati een keer scoorde.

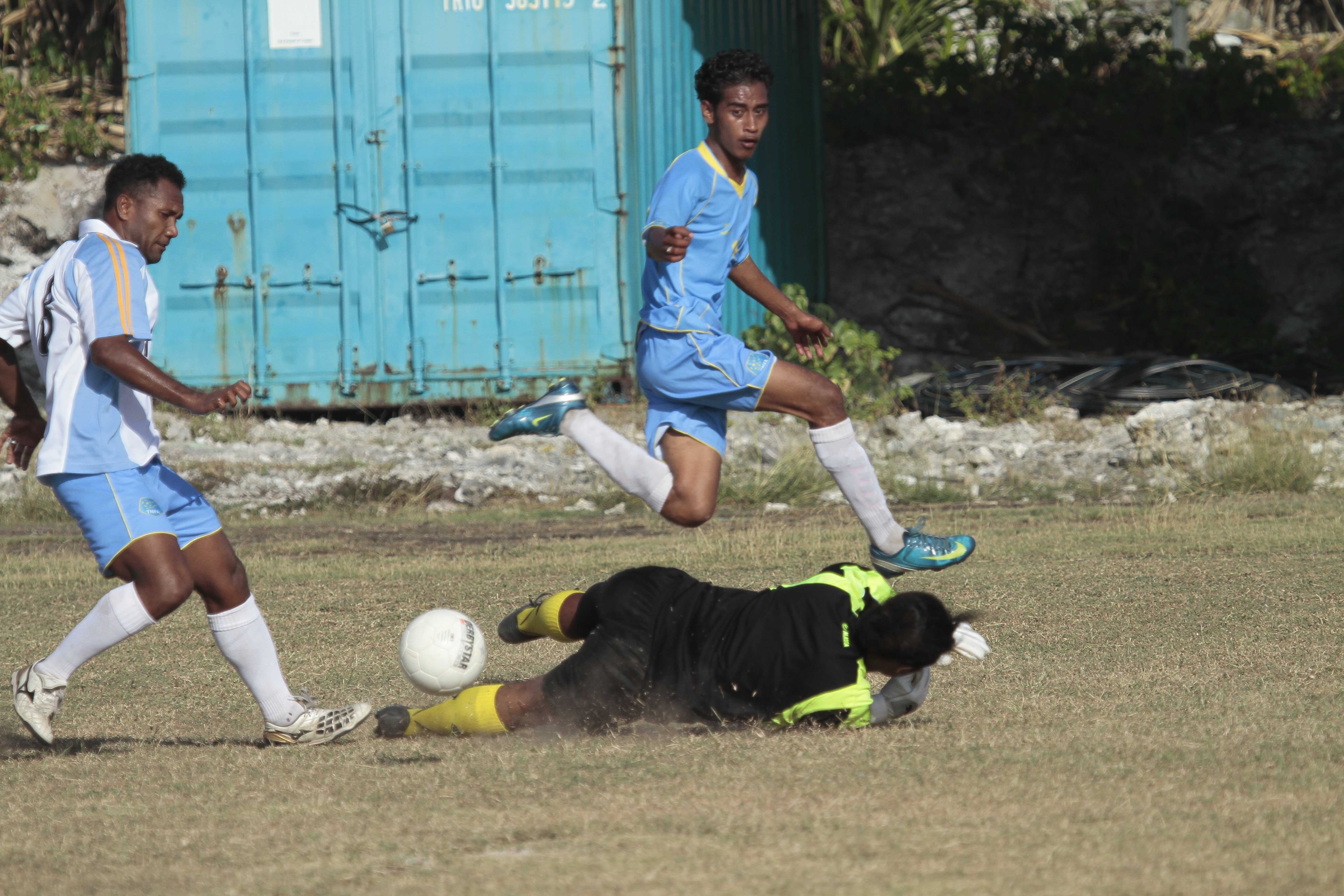
Meauma in actie

1 Sieni ·
2 Pokia ·
3 Tofuola ·
4 Timuani ·
5 Takataka ·
6 Penisula ·
7 Liva ·
8 Tinilau ·
9 Tiute ·
10 Lepaio ·
11 Panapa ·
12 Petoa ·
13 Stanley ·
14 Sogivalu ·
15 Ofati ·
16 Selau ·
17 Ale ·
18 Petaia ·
19 Lima'alofa ·
20 Okelani ·
24 Tapasei ·
Coach: De Haan
1 Tailolo ·
2 Sogivalu ·
3 Taukatea ·
4 Lepaio ·
5 Maleko ·
6 Petaia ·
7 Ionatana ·
8 Uaelesi ·
9 Petaia ·
10 Panapa ·
11 Tiute ·
12 Timuani ·
Coach: Vave